# Bellecombe-Tarendol
Bellecombe-Tarendol är en kommun i departementet Drôme i regionen Auvergne-Rhône-Alpes i sydöstra Frankrike. Kommunen ligger i kantonen Buis-les-Baronnies som tillhör arrondissementet Nyons. År 2022 hade Bellecombe-Tarendol 73 invånare.

## Befolkningsutveckling
Antalet invånare i kommunen Bellecombe-Tarendol
Referens:INSEE